# KCRW Sessions: Rachel Yamagata
KCRW Sessions: Rachel Yamagata to 5 utworów zagranych na żywo, składających się na EP-kę amerykańskiej wokalistki Rachael Yamagata. Utwory zostały zarejestrowane w Los Angeles, dla popularnego tam radia KCRW, podczas audycji KCRW's Morning Becomes Eclectic.

## Lista utworów
1. "Be Be Your Love"
2. "Worn Me Down"
3. "Paper Doll"
4. "Collide"
5. "Quiet"